# Justin Suarez
Justin Suarez est le neveu de Betty Suarez dans la fiction Ugly Betty. Il est joué par Mark Indelicato.

## Famille
Justin est le fils de Hilda Suarez et Santos Reynoso. Il a de bonnes relations avec sa mère, et la conseille souvent sur ses vêtements, mais s'ils ne partagent pas toujours les mêmes passions. Il a de très bonnes relations avec Betty Suarez, sa tante, qu'il admire pour le travail qu'elle occupe à Mode. D'ailleurs il utilise un faux document pour un stage et ainsi travailler à Mode. Il voit très peu son père, mais ils n'ont rien en commun. Hilda et Santos se disputent car ce dernier remet en cause l'éducation de Hilda, car elle n'a pas fait de Justin « un garçon comme les autres ». Mais peu à peu Santos s'attache à son fils qu'il fréquente de plus en plus car il demande la main d'Hilda. Dans le métro lorsque Justin chante Hairspray car ils sont bloqués dans le métro et vont rater le début de la pièce, un homme le traite de « tapette ». Santos le remet à sa place immédiatement. À la mort de son père, il voulut lui rendre hommage en ayant des gouts plus masculins. Il devient en fait plus rebelle et fréquente des jeunes délinquants pour ressembler à son défunt père qui lui aussi jeune était un délinquant.

## Passions
Comme dit ci-dessus Justin est complètement passionné par le monde de la mode. Il rêve fortement de travailler pour Mode. D'ailleurs, il arrive à obtenir un stage pour les vacances grâce à Daniel Meade. Lorsqu'il va à Mode pour voir sa tante, il se débrouille toujours pour conseiller tel ou tel membre du magazine, souvent Wilhelmina Slater, qu'il admire. Il joue régulièrement dans des comédies musicales à son école, il jouera dans West Side Story alors que son père sera tué dans un braquage qui tourne mal. Plus généralement il s'intéresse à tout ce qui touche l'art et l'art de vivre : décoration, cuisine, etc.